# Jaywalking
Ne doit pas être confondu avec Jaywalkin'.

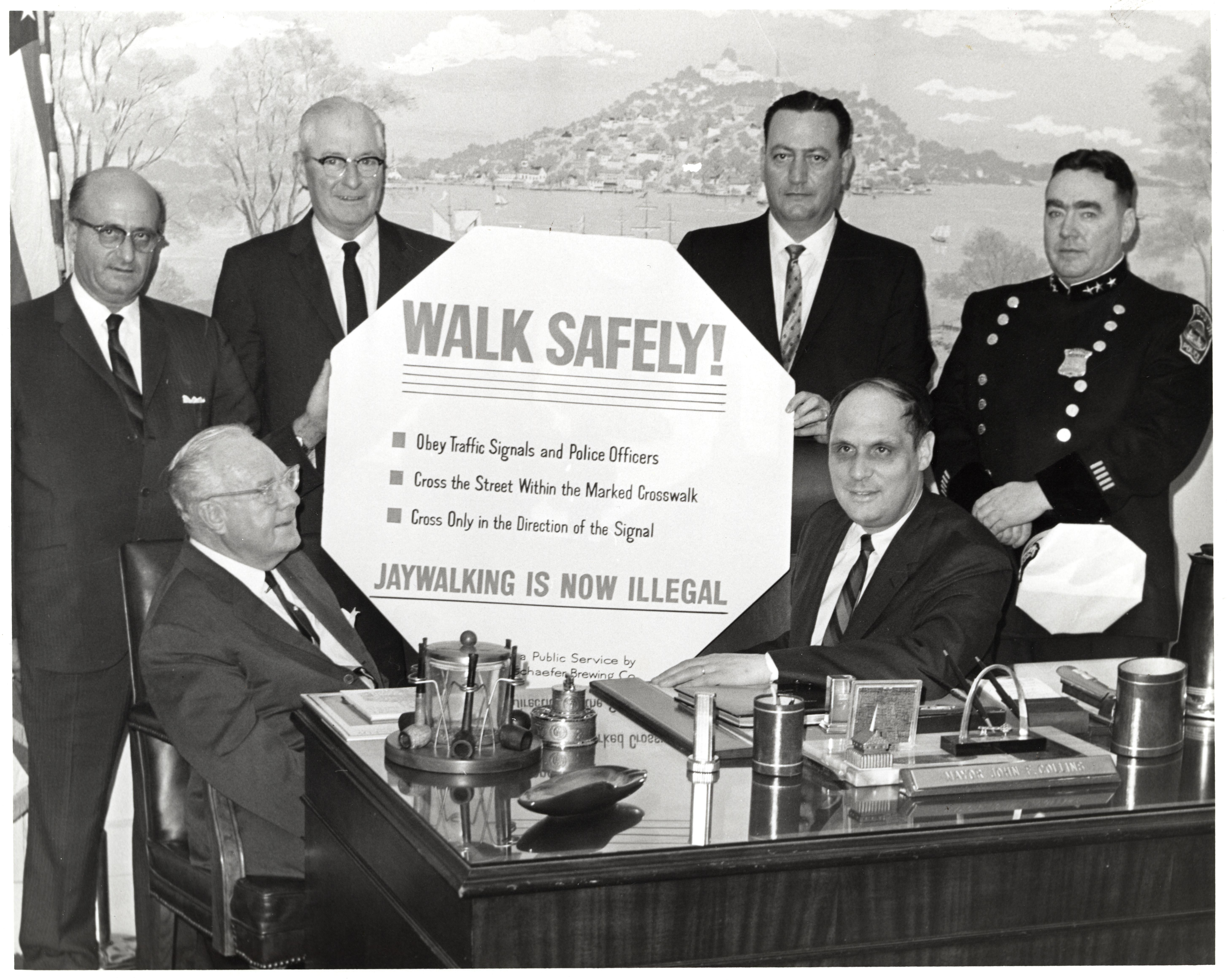
, assis à droite, présente un panneau interdisant le en à Boston dans les années 1960.

Le jaywalking est, aux États-Unis, la traversée illégale d'une route par un piéton. Cette règlementation est le fait d'une politique délibérée du lobby automobile menée dans les années 1920 à l'encontre des piétons.
En pratique, l'invention et l'application de ce terme changent le paradigme régissant le droit de la chaussée : d'un espace dévolu librement à tous les usagers, notamment aux piétons et aux modes de transport collectif, et où l'automobiliste est toléré, le jaywalking fait un espace où l'automobile est seule autorisée et d'où le piéton est exclu de droit.
Au début du XXIe siècle, une tendance inverse s'esquisse, certains États américains commençant à revenir sur la jurisprudence dans laquelle la chaussée appartient aux automobiles.

## Contexte et création du terme

### De l'invention de l'automobile aux années 1920
Jusqu'aux années 1920, la chaussée est partagée entre tous les usagers, y compris aux États-Unis. À partir des années 1910, quelques passages piétons sont créés, mais la plupart du temps non utilisés. La première mesure juridique prise pour limiter l'accès des piétons aux seules zones de passage définies par la municipalité est votée à Kansas City en 1912,. Notamment, certains adultes s'insurgent de la prétention des automobilistes à s'accaparer la jouissance de la chaussée.

Les rues américaines dans les années 1890 et 1900
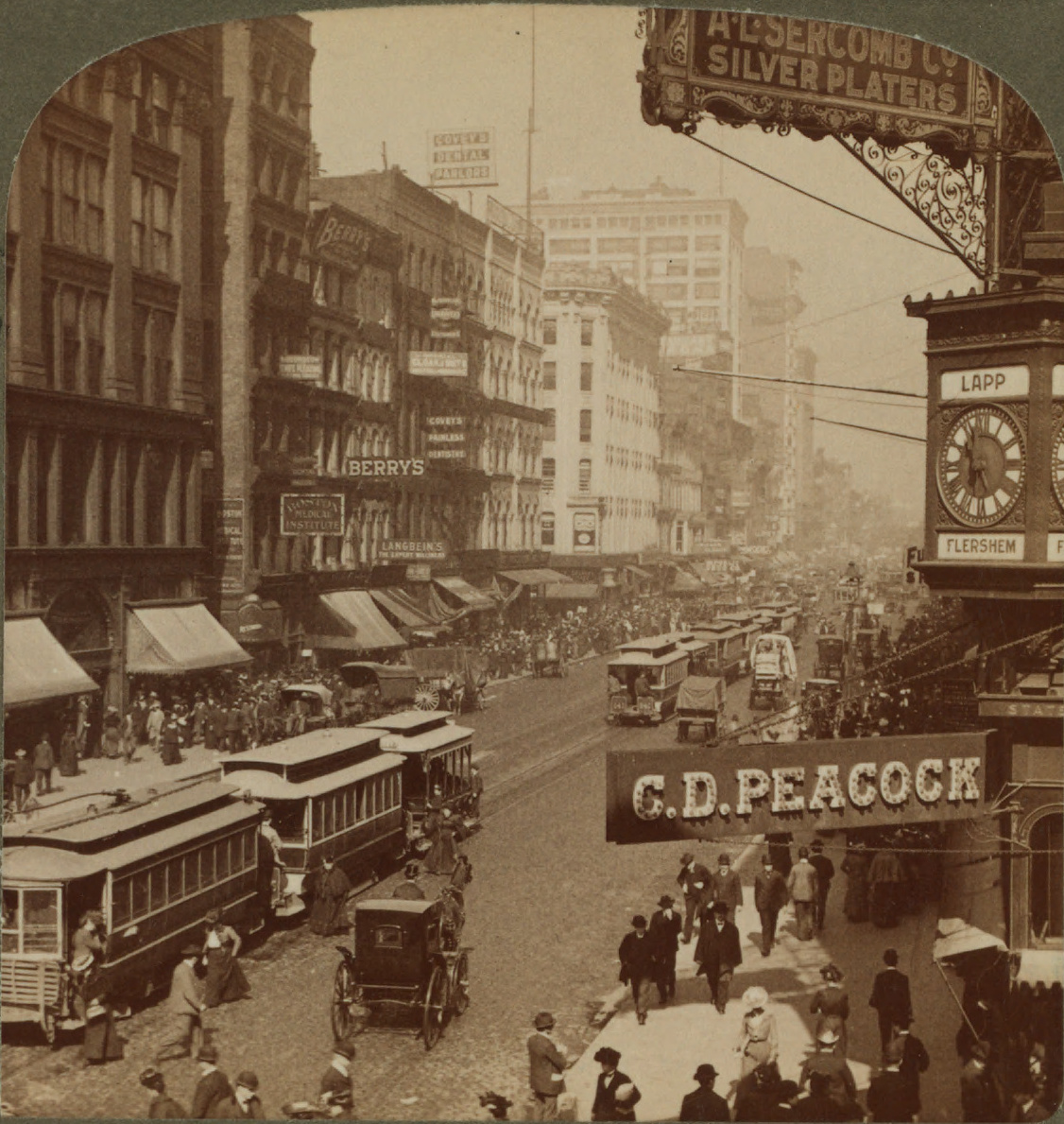
State Street à Chicago dans les années 1900.
- Vidéo d'une rue de Boston en 1903.
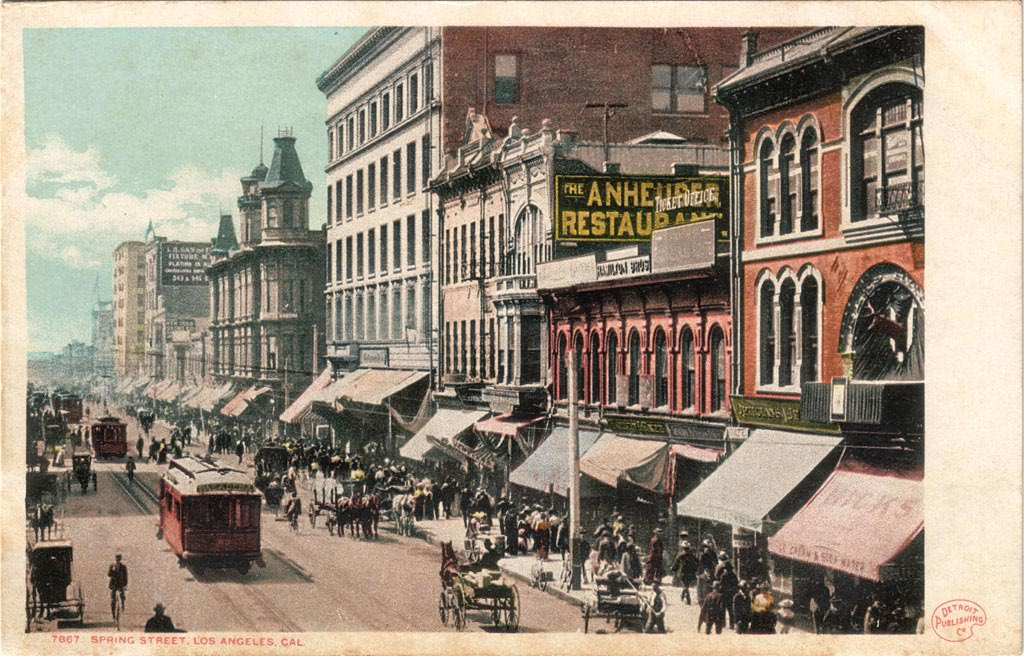
Spring Street (en) à Los Angeles en 1905.
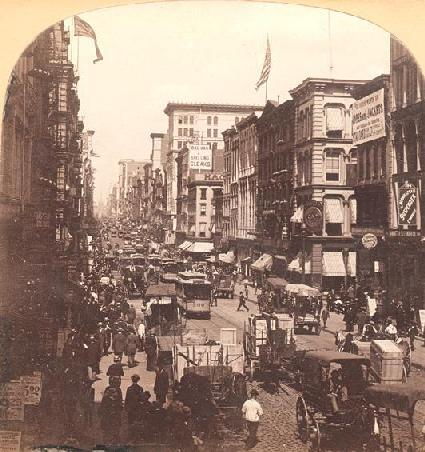
Broadway à New York en 1897.
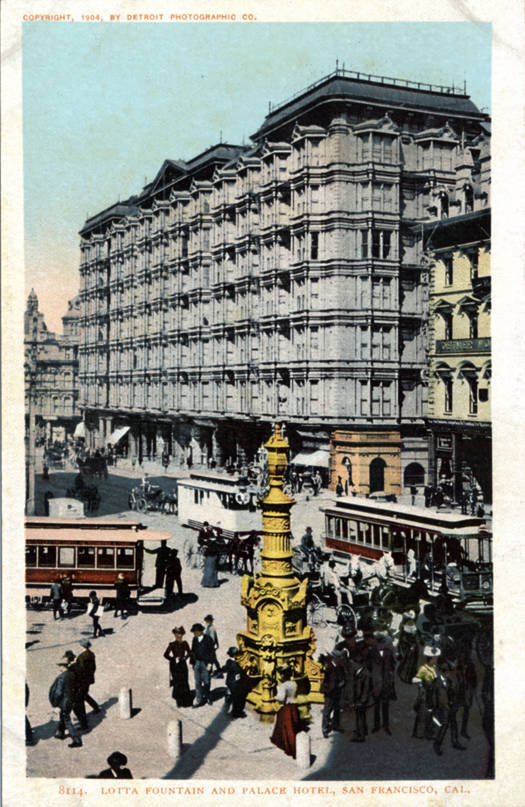
Rue de San Francisco en 1904.

En particulier, en cas d'accident, la responsabilité de l'impact repose sur le conducteur de l'automobile, perçue comme une intruse et une menace. Toutefois, de 1901 à 1923, le nombre de morts dus aux accidents croît de manière exponentielle, passant de cinq cents par an à plus de quinze mille ; plus particulièrement, ce sont surtout les piétons qui sont touchés, et plus particulièrement les mineurs et les personnes âgées,.
La majorité des usagers de la voirie, y compris la plupart des automobilistes, s'accordent à l'époque sur le fait qu'une rue n'est pas un espace où une vitesse élevée est possible ni même souhaitable, et qu'en conséquence un automobiliste roulant plus vite que les autres usagers est seul responsable d'un accident survenu. Mais, à cette aune, l'avantage comparatif de l'automobile, qui est justement de se déplacer plus vite que ces autres moyens de locomotion, est perdu. C'est donc la construction sociale préexistante de la rue que les tenants de l'automobile, dits « motordom », doivent remettre en cause.
Les municipalités, l'opinion publique et les journaux considèrent alors unanimement que le problème vient des voitures, considérées comme des objets de divertissement frivole, et de leurs conducteurs, généralement inculpés d'« homicide technique » (« technical manslaughter »). Les décès dus aux accidents automobiles ne sont alors pas considérés comme des affaires privées, mais comme des deuils publics au même titre que les morts de soldats. Des monuments aux victimes, régulièrement fleuris, sont ainsi érigés. La jurisprudence appliquée par les juges est que le responsable d'un accident est le conducteur du plus gros véhicule. Des propositions publiques de mise en place de limiteurs de vitesse sont effectuées, notamment en 1923 lorsqu'une pétition rédigée à Cincinnati recueille 42 000 signatures pour limiter la vitesse à 25 miles/heure,.

### Règlementations nationales

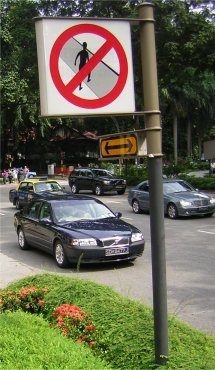
Un panneau interdisant le en.

Cette pétition stimule les associations d'automobilistes, qui œuvrent à changer la loi pour restreindre le droit d'accès des piétons à la chaussée. Herbert Hoover, alors secrétaire au Commerce est poussé par les industriels de l'automobile à créer un modèle législatif de code routier pouvant s'appliquer à tout le pays. Une règlementation particulièrement contraignante envers les piétons ayant été votée à Los Angeles en 1925, Hoover s'inspire de celle-ci pour proposer la Model Municipal Traffic Ordinance. Le principe régissant la place des piétons est fondée sur deux règles principales : le piéton ne peut traverser la chaussée que sur les passages piétons, et uniquement perpendiculairement à la chaussée traversée.
Toutefois, l'expérience de Kansas City montre que les règles déjà prises ne sont suivies d'aucun effet. Une campagne active est menée par l'Automobile Manufacturers Association auprès des journalistes. En échange de détails sur les accidents de la route survenus le jour même, ceux-ci reçoivent pour le lendemain des articles entièrement écrits et prêts à être publiés, entièrement à charge à l'égard des piétons et blâmant ces derniers pour le non-respect des lois. Par ailleurs, le lobbying s'exerce également dans les écoles, auprès des enfants, invitant ceux-ci à ne pas aller sur les routes, ainsi qu'auprès des policiers, en invitant ceux-ci à humilier publiquement les contrevenants. La stratégie vise à ridiculiser et humilier tous les piétons contrevenants, notamment en embauchant des clowns pour des démonstrations publiques. En décembre 1913, un grand magasin de Syracuse engage un Père Noël équipé d'un mégaphone, chargé explicitement de réprimander toutes les personnes ne traversant pas suivant les « règles ».
Ainsi, cette jurisprudence marque la première phase de la conquête des villes américaines par la voiture, c'est-à-dire la phase judiciaire. La seconde phase est la transformation physique de la ville qui détruit de nombreux bâtiments pour les transformer en stationnements ou en autoroutes. Les ingénieurs et urbanistes de l'époque avaient pour commande de faciliter avant tout la circulation automobile prioritairement sur toute autre considération. Les piétons ne sont alors plus considérés comme un facteur à prendre en compte pour concevoir une rue ; ou, s'ils le sont, notamment dans les modèles informatiques de gestion de trafic, c'est en tant que gêne potentielle.
Toutefois, l'historiographie de cette période montre une déformation des faits par les thuriféraires pas clair / mauvaise utilisation du mot de l'automobile. Selon Scott Bottles ou John B. Rae, par exemple, si l'automobile a triomphé dans les villes américaines au XXe siècle, notamment vis-à-vis du tramway (en), c'est à cause d'une sélection naturelle darwinienne sans tenir compte de la pression législative et normative imposée aux piétons par le lobby automobile.pas clair / trop imagé

### Exportation du concept
D'autres pays calquent par la suite leur règlementation routière sur celle des États-Unis en criminalisant toute traversée non règlementée de la chaussée, notamment en Asie de l'Est.

## Étymologie

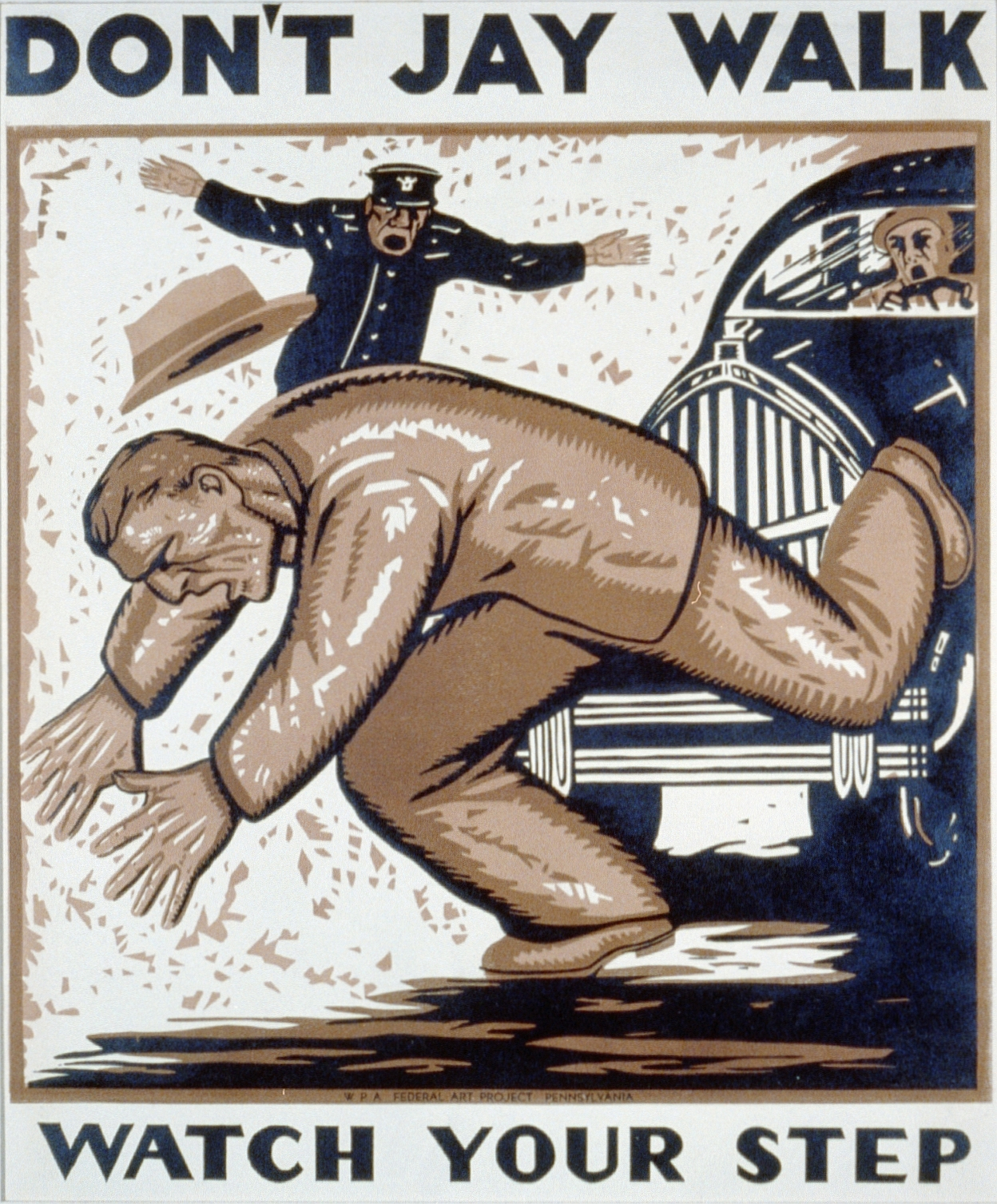
Affiche de propagande anti-piétons diffusée en Pennsylvanie en 1937.

Le mot jaywalker est inventé à cette période. « jay », dérivé de l'ancien français jai, signifie normalement « geai ». Dans ce contexte, il désigne un « péquenaud » ou un « plouc » : il indique que le piéton en faute est en réalité un ignare qui ne sait pas se comporter en ville,,.
Le paradoxe du terme est qu'historiquement, le préfixe « jay- » est d'abord apparu pour désigner les conducteurs automobiles incompétents, soit jaydrivers. Un article du Junction City Union daté du 28 juin 1905 est intitulé The Jay Driver et s'étonne du nombre de conducteurs ne sachant pas se comporter correctement au volant. En octobre de la même année, The Kansas City Star réplique avec un article évoquant les jaywalkers. En l'occurrence, il s'agit du piéton causant une gêne aux autres piétons et non impliqué dans un conflit avec l'automobile ou même présent sur la chaussée.
Dans les textes de lois, c'est ce terme qui est employé, spécifiant que le piéton a un droit d'accès à la chaussée restreint dans l'espace — aux seuls passages piétons —, dans son trajet — seul la traversée orthogonale de la rue est envisagée —, enfin dans le temps — lorsque le signal l'y autorise —.

## Conséquences
Durant le reste du XXe siècle et le début du XXIe, lors d'un accident impliquant d'une part un véhicule motorisé et d'autre part un piéton ou un cycliste, les enquêtes de police aboutissent généralement à une responsabilité de ce dernier, alors qu'il subit les dommages les plus graves, et souvent la mort. Parallèlement, un automobiliste ayant enfreint la loi et de ce fait ayant mis en danger la vie, blessé ou même tué des piétons ou des cyclistes est peu susceptible d'être inculpé, à moins d'être ivre ou de commettre un délit de fuite. La rédaction des articles de presse nord-américains portant sur des accidents de la route impliquant des piétons laisse presque systématiquement entendre que ces derniers sont responsables de cette situation ; la formulation utilise notamment fréquemment la forme passive, ainsi que des termes insistant plus sur le mode de déplacement — « cycliste », « piéton » — que sur le fait que la personne est victime de l'accident.
Cette tendance se retrouve aux États-Unis mais également au Canada, où certains avocats évoquent une « incapacité systémique de la police à mener des enquêtes approfondies lorsque des cyclistes ou des piétons sont tués après avoir été heurtés par des voitures ».
Les pays d'Europe où le concept de jaywalking n'existent pas ont pourtant une mortalité piétonnière bien inférieure à celle des États-Unis. Ainsi, en 2011, elle est de 0,736 piéton tué pour 100 000 habitants au Royaume-Uni, contre 1,422 pour 100 000 habitants aux États-Unis.

## Évolution auXXIesiècle
Au début des années 2020, les lois criminalisant les comportements des piétons sont de plus en plus critiquées aux États-Unis. Notamment, l'aspect racial de ces lois est pointé du doigt. Premièrement dans la mesure où les personnes des communautés noires et hispaniques sont plus susceptibles d'être piétonnes que celles des communautés blanches, du fait notamment de revenus plus faibles ne leur permettant pas d'acheter une voiture. Par ailleurs, les personnes noires en situation de jaywalking sont plus susceptibles d'être interpellées par la police, une étude californienne menée entre 2018 et 2020 montrant par exemple que ce taux est quatre fois et demi plus élevé. La police new-yorkaise interpelle à l'été 2013 un immigrant chinois de 84 ans, interpellation brutale durant laquelle ce dernier est blessé à la tête, ce qui provoque une controverse. La police va jusqu'à appréhender voire arrêter des Afro-Américains pour le seul motif qu'ils marchent sur une chaussée qui est dépourvue de trottoir.
D'autre part, les citoyens prennent conscience que la criminalisation des piétons implique un fort investissement de la police. Soit celle-ci s'y emploie, au détriment d'autres missions qui paraissent plus prioritaires aux habitants, notamment la lutte contre les trafics de drogues, soit les policiers eux-mêmes estiment qu'ils ont mieux à faire.
En parallèle, le nombre de personnes en fauteuil roulant ou marchant tuées montre une très forte surreprésentation de population noire et masculine ; très majoritairement, le rapport de police conclut que ces personnes étaient « en faute » au moment de l'accident, ce qu'affirme également Ray LaHood, secrétaire d'État aux transport en 2012, mettant en cause 80 % des piétons accidentés,. Une étude canadienne menée notamment à Vancouver, Toronto et Montréal montre que les amendes infligées pour « jaywalking » touchent en priorité les personnes les plus pauvres et les plus vulnérables : âgées, handicapées, consommatrices de drogues. La mise en place par une association de mesures restreignant la vitesse des voitures à Vancouver y est retoquée par la police, qui juge que le problème vient bien des piétons ; mais l'enquête montre que les trois quarts des contraventions aux codes de la route sont distribuées aux habitants du quartier le plus pauvre de la ville.
De ce fait, la mort de George Floyd et le lancement du mouvement Black Lives Matter sont un puissant moteur de réduction voire d'abolition de la criminalisation du jaywalking au début des années 2020. D'autre part, à partir de 2010 et de la généralisation des SUV, le nombre de piétons tués par des automobilistes est en très forte croissance, atteignant 7 485 en 2021, soit le nombre le plus élevé en quarante ans. En conséquences, certains États et certaines villes commencent à voter des lois interdisant l'appréhension d'une personne simplement pour jaywalking : c'est notamment le cas de la Virginie, de Kansas City, du Nevada ou de la Californie, cette dernière réfutant la criminalisation de la traversée du moment que celle-ci est effectuée de manière sûre,,.